# Залуский, Теофил Войцех
Теофил Войцех Залуский (19 апреля 1760, Краков — 9 августа 1831, Андрыхув) — граф, каштелян бускский (1786—1791), подскарбий надворный коронный (с 1793), староста хенцинский, депутат на гродненский сейм, ротмистр Национальной кавалерии, тайный советник русский с 1801 года, камергер и тайный советник австрийский с 1808 года.
Противник Конституции 3 мая, консул Генеральной Конфедерации в Тарговицкой конфедерации, член Гродненской Конфедерации 1793 года.

## Происхождение и семья
Представитель польского дворянского рода Залуских. Единственный сын графа Игнацы Якуба Стефана Залуского (1733—1777) и Марианны Дембинской (1740—1795).
В 1784 году Теофил Залуский женился на Хонорате Стемпковской (1750 — 16 апреля 1819), дочери воеводы киевского Юзефа Стемпковского (1710—1793) и Франциски Тарковской. У супругов было пять детей:
- Мария Саломея Залуская (1786—1796)
- Юзеф Бонавентура Залуский (1787—1866), участник Ноябрьского восстания 1830—1831
- Хелена Залуская (1790 — ?)
- Франциска Мария Залуская (1793—1844)
- Кароль Теофил Залуский (1794—1845), участник Ноябрьского восстания 1830—1831

В 1820 году Теофил Войцех Залуский женился вторым браком на Марианне Горской (ок. 1800 — 21 августа 1833), от брака с которой у него был один сын:
- Ян Конрад Залуский (25 ноября 1820 — 27 марта 1887).

## Карьера
Депутат от Сандомирского воеводства на сейм 1784 года. В 1784 году он был награжден орденом Святого Станислава, а 7 сентября 1787 года — Орденом Белого Орла. Он был членом Конфедерации Четырехлетнего сейма (1788—1792). Противник Конституции 3 мая, после ее принятия, демонстративно отказался от своего кресла в сенате. С 9 сентября 1792 года был консуляром Тарговицкой конфедерации, вошел в состав Постоянного Совета. Будучи депутатом Сандомирского воеводства на Гродненский сейм, он послушно выполнял поручения русского посла Якова Сиверса. На гродненском сейме в 1793 году был назначен королем Станиславом Августом Понятовским член депутации по обращению с российским послом Яковом Сиверсом. 22 июля 1793 года Теофил Залуский участвовал в подписании договора об уступке Речью Посполитой земель, захваченных Россией, а 25 сентября 1793 года — договор об уступке земель, захваченных Пруссией во Втором разделе Речи Посполитой.
Благодаря поддержке российского посла Осипа Игельстрома, который был любовником его жены, 11 июля 1793 года Теофил Войцех Залуский стал подскарбием надворным коронным. Утром 17 апреля 1794 года после начала Варшавского восстания он покинул Варшаву.
Умер 9 августа 1831 года в Андрыхуве.